# Roche-gräns
Roche-gränsen är det avstånd på vilket en himlakropp inte längre kan hållas ihop av sin egen gravitation p.g.a. tidvattenkrafterna från en annan himlakropp. En liten himlakropp, exempelvis en satellit eller komet, som kretsar kring en större himlakropp, såsom en planet eller stjärna, kommer att slitas sönder av de varierande gravitationskrafterna från den större kroppen om den kommer innanför Roche-gränsen. Innanför Roche-gränsen har materian en tendens att sprida ut sig och forma ringsystem. Utanför gränsen bildar materian sammanhängande klumpar. Termen har fått sitt namn efter den franske astronomen Édouard Roche, som var den förste att upptäcka denna teoretiska gräns 1848. 
Roche-gränsen skall inte blandas ihop med Roche-lob som också är uppkallat efter Édouard Roche och som beskriver gränsen för när ett objekt som går i bana runt två objekt kommer att fångas av det ena eller andra. 
Oftast appliceras Roche-gränsen på en naturlig satellit som sönderfaller på grund av tidvattenkrafterna från det primära objektet som den kretsar kring. Vissa satelliter, både naturliga och konstgjorda, kan kretsa innanför Roche-gränsen p.g.a. att de hålls samman av andra krafter än gravitation. Jupiters måne Metis och Saturnus måne Pan är exempel på naturliga satelliter som kan hålla sig samman fast de befinner sig innanför Roche-gränsen för flytande kroppar. De hålls samman för att de dels egentligen inte är flytande, dels på grund av draghållfastheten. Vid sådana fall är det möjligt för ett objekt som befinner sig på ytan av en sådan satellit att brytas loss av tidvattenkrafterna. En svagare satellit, som en komet, kommer troligtvis att brytas upp om den passerar innanför en Roche-gräns. Kometen Shoemaker-Levy 9 är ett exempel på detta. Den bröts upp i flera mindre fragment då den passerade genom Jupiters Roche-gräns 1992.
Eftersom tidvattenkrafterna tar överhand över gravitationen innanför Roche-gränsen, kan inga större kroppar formas av mindre partiklar. Alla kända planetringar finns innanför Roche-gränsen. De kan antingen vara överblivet material från när planeten bildades och som inte kunde forma månar eller bestå av satelliter som brutits sönder när de har passerat innanför Roche-gränsen. 
Roche-gränsen är beroende på tänjbarheten hos satelliten. Den ena ytterligheten är en styv kropp som kommer att behålla sin form tills den bryts sönder av tidvattenkrafterna. Den andra ytterligheten är en kropp bestående av i hög grad flytande materia, som gradvis kommer att deformeras tills den slutligen bryts upp.